# إد أوتس
إد أوتس (بالإنجليزية: Ed Oates)‏ هو عالم حاسوب أمريكي، ولد في 1946.